# Kawaleria polska

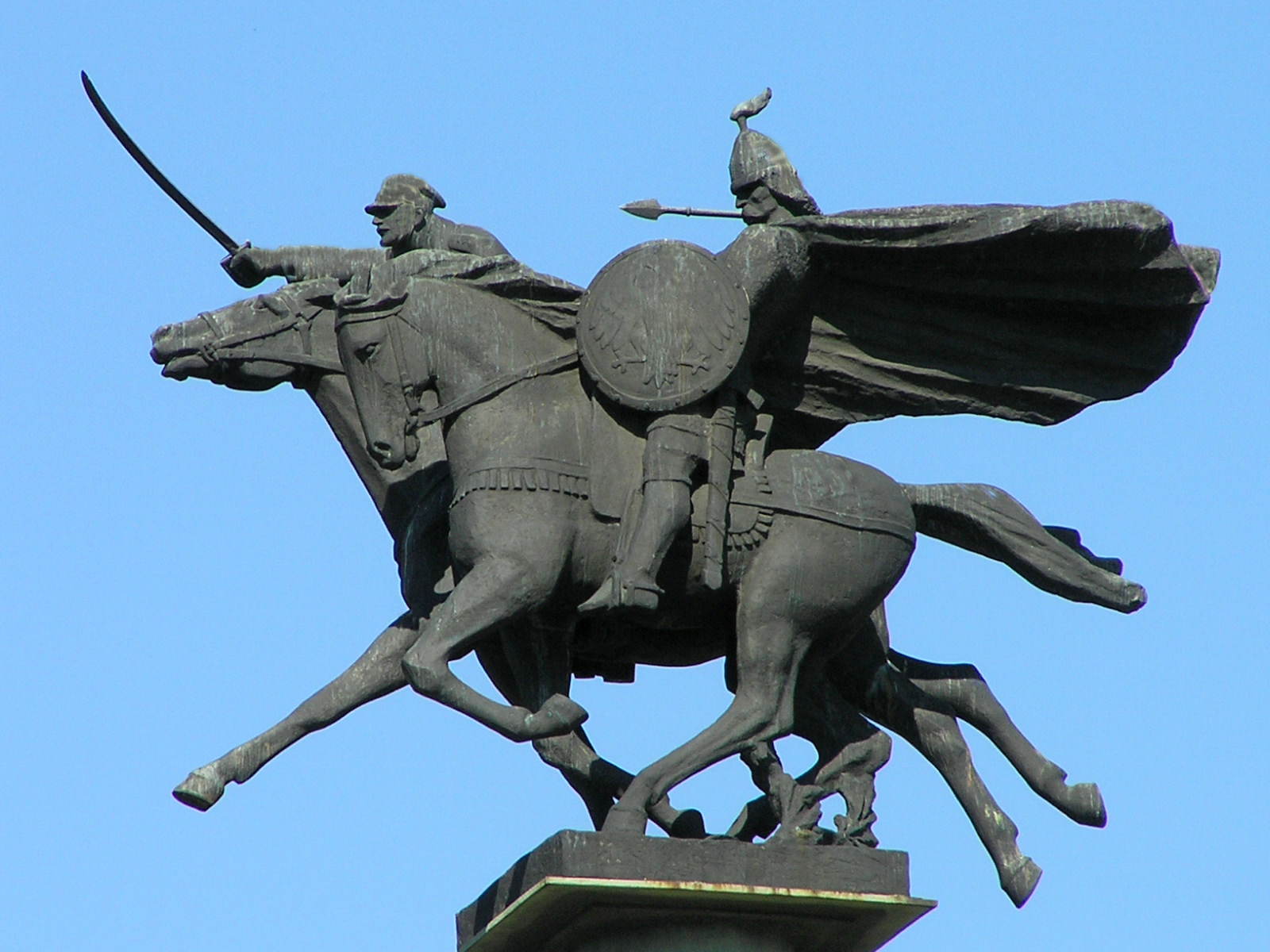
Pomnik na Rondzie Jazdy Polskiej w Warszawie upamiętniający 1000 lat Jazdy Polskiej przedstawiający pancernego z drużyny Mieszka I oraz ułana z okresu II Rzeczypospolitej

Kawaleria polska (daw. jazda polska) – rodzaj wojsk polskich złożony z jeźdźców, którzy przemieszczają się oraz walczą na koniu.

## Średniowiecze

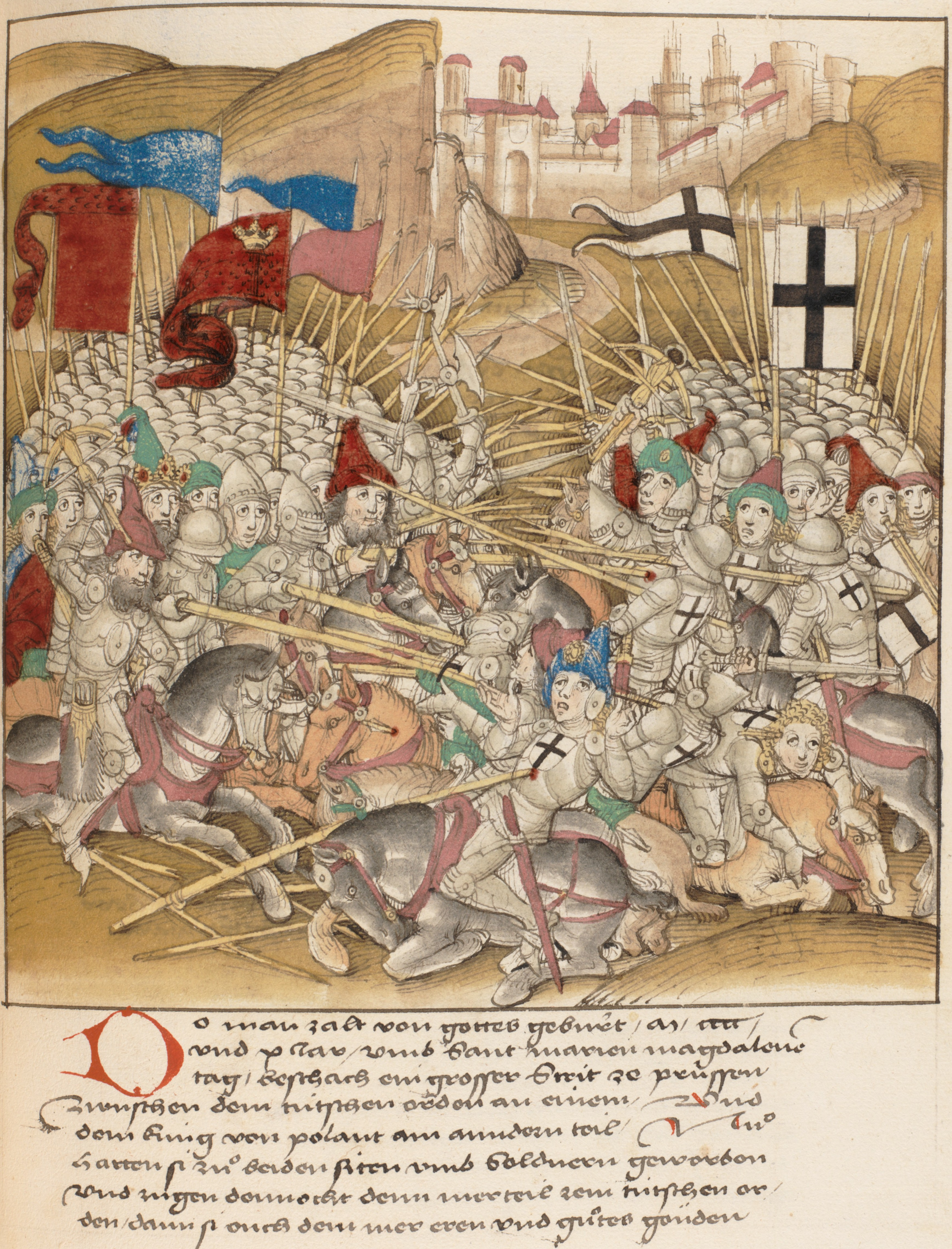
Starcie jazdy polskiej z jazdą krzyżacką w bitwie pod Grunwaldem 1410 ukazana na łamach „Kroniki berneńskiej” Diebolda Schillinga

We wczesnym średniowieczu na terenie Polski pierwsze oddziały wojskowe złożone z jazdy tworzyli władcy plemienni. Korzenie polskiej kawalerii wywodzą się z przybocznego oddziału jeźdźców będącego częścią drużyny książęcej księcia Mieszka I. W Polsce w okresie rządów pierwszych Piastów w skład drużyny książęcej wchodziła jazda lekka oraz jazda ciężka (tzw. pancerni). Arabski pisarz Al-Bakri w 1068 roku w swoim dziele „Księga dróg i królestw” zapisał, że władca Polan Mieszko I „...miał trzy tysiące takich wojowników, z których każdy za 10-ciu innych stanie”. Także według relacji arabskiego kronikarza Ibrahima ibn Jakuba Mieszko I posiadał trzy tysiące pancernych.
„Ma on (Mieszko) trzy tysiące pancernych, podzielonych na oddziały, a setka ich znaczy tyle, co dziesięć secin innych (wojowników). Daje on tym mężom odzież, konie, broń i wszystko, czego potrzebują...” – Ibrahim ibn Jakub
Jazda Mieszka była bardzo skuteczną formacją mającą na koncie wiele zwycięstw, z których najbardziej znana jest bitwa pod Cedynią, gdzie pancerni pokonali ciężką jazdę niemiecką. Kolejny władca Bolesław Chrobry według Galla Anonima posiadał 3900 pancernych, co niektórzy badacze kwestionują, uważając tę liczbę za zawyżoną. Uzbrojenie zaczepne tej wczesnej jazdy polskiej nie było jednolite, stanowiły je topory, miecze, włócznie oraz łuki. Nazwa pancernych pochodziła z rodzaju zbroi kolczej zbudowanej z połączonych ze sobą żelaznych kółek. Oprócz niej jeźdźcy używali także innej broni ochronnej, jak tarcze i hełmy. W tym wczesnym okresie jazda zorganizowana była według średniowiecznych kronikarzy w „legiones”, pol. „pułki”, liczące 1000 jeźdźców, które dzieliły się na roty (łac. „acies”) liczące 100 jeźdźców oraz „dziesiątki” złożone z kilkunastu wojowników.
W późniejszym okresie średniowiecza trzonem polskich sił zbrojnych stało się pospolite ruszenie rycerzy feudalnych walczących w zbrojach płytowych, na ogół jako ciężka kawaleria. Organizacja jazdy odpowiadała organizacji ustroju feudalnego. Rycerze wraz ze swoim pocztem tworzyli najmniejsze jednostki organizacyjne liczące kilku lub kilkunastu zbrojnych, zwane kopiami. Były one łączone w chorągwie, które z kolei dzieliły się na cztery rodzaje:
- Chorągwie królewskie – złożone ze szlachty utrzymywane przez króla Polski,
- Chorągwie ziemskie – złożone ze średniej i drobnej szlachty posiadającej swoje dobra w granicach danej ziemi lub prowincji, oraz podrzędnych im jednostek terytorialnych jak kasztelanie i opola. Chorągwiami tymi dowodzili miejscowi dygnitarze reprezentujący władze królewskie: starostowie, kasztelanowie lub wojewodowie, a na szczeblu niższym przedstawiciele regionalnej administracji królewskiej jak wójtowie miejscy oraz sołtysi wiejscy,
- Chorągwie rodowe – składały się z rycerzy należących do jednego rodu pieczętujących się tym samym herbem rodowym. Organizowali je oraz dowodzili nimi najbogatsi możnowładcy, których stać było na uzbrojenie oraz wyposażenie wojska.
- Chorągwie zaciężne – złożone z rycerzy najemnych służących w zamian za żołd lub łupy.

Rycerze uzbrojeni byli w broń zaczepną, jak kopie, miecze, topory oraz broń ochronną, jak tarcze oraz zbroje. Rozwój broni palnej oraz odrodzenie piechoty spowodowało, pod koniec średniowiecza, powolny spadek znaczenia jazdy rycerskiej. Największym sukcesem militarnym jazdy polskiej tego okresu było zwycięstwo nad wojskami krzyżackimi w bitwie pod Grunwaldem w roku 1410.

## Nowożytność

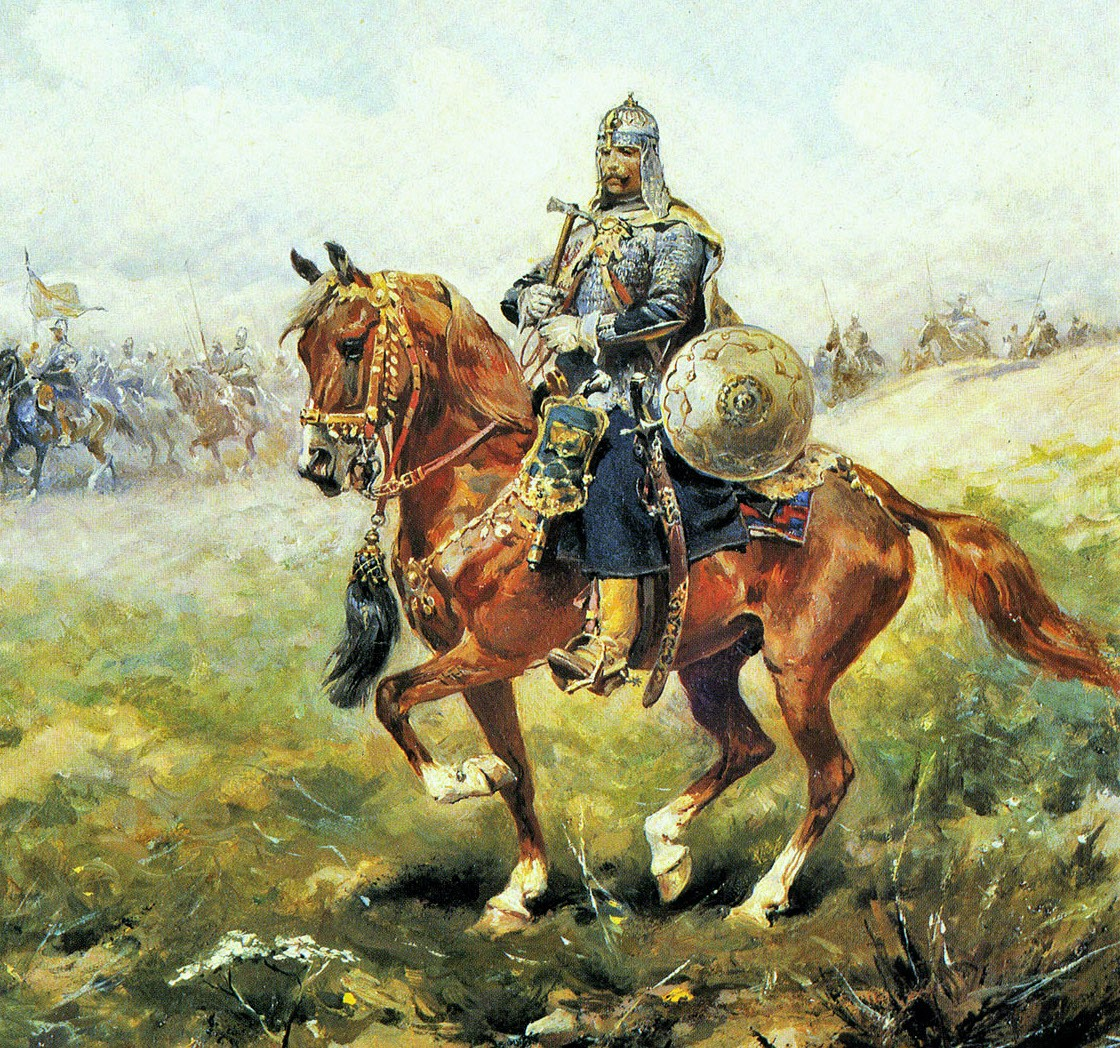
Towarzysz pancerny według Józefa Brandta

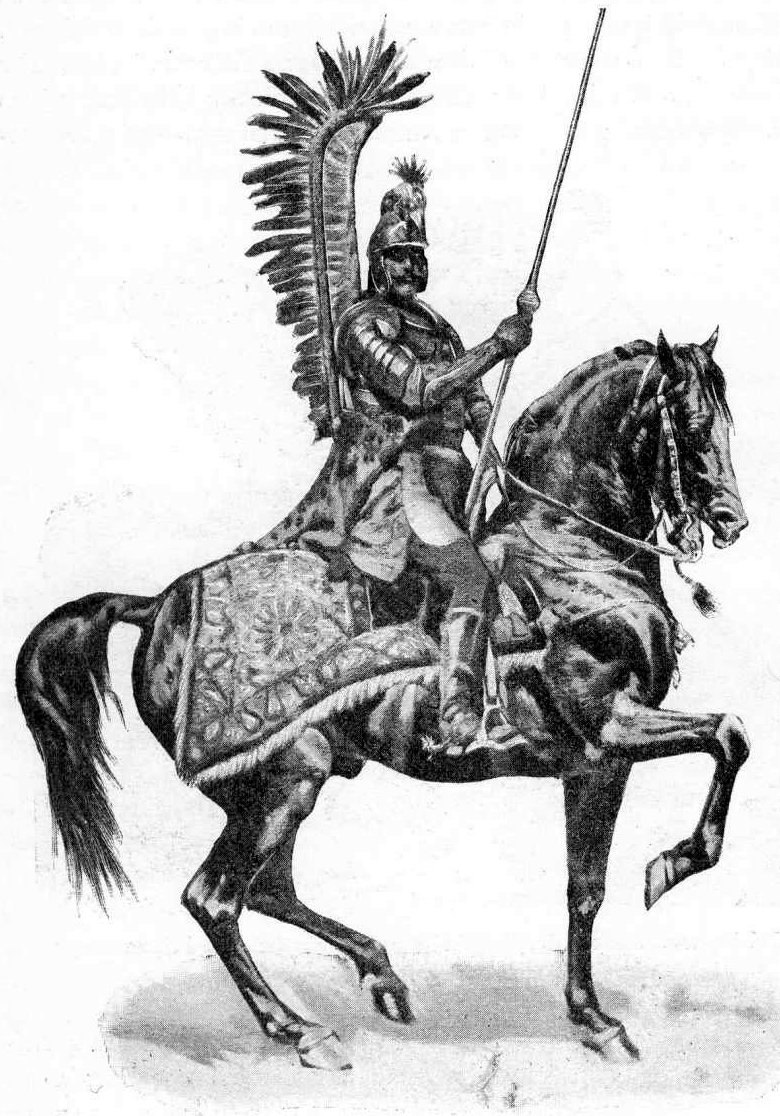
Husarz polski według obrazu Antoniego Strzałeckiego

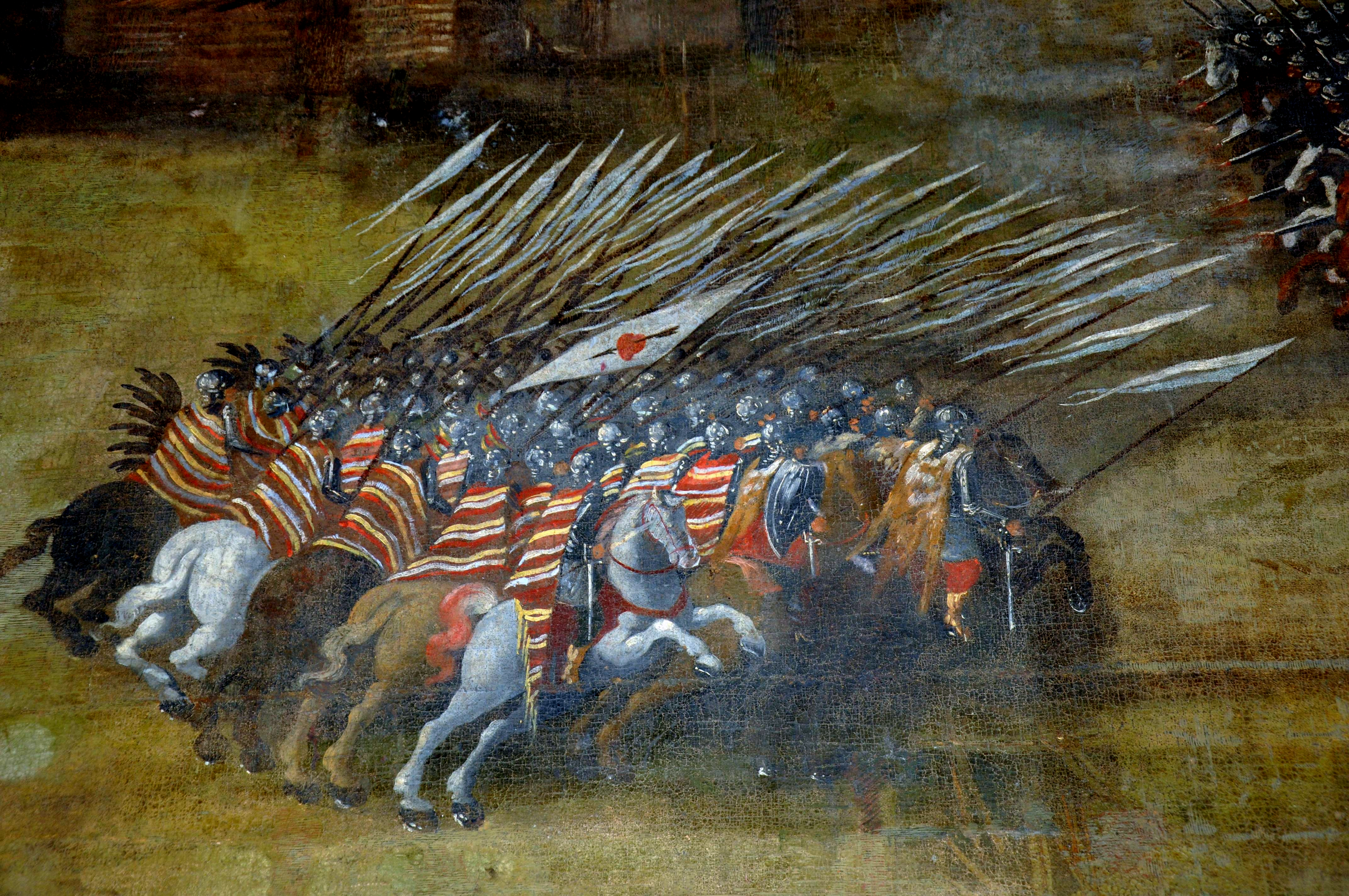
Atak husarii w Bitwie pod Kłuszynem 1610 – obraz Szymona Boguszowicza z 1620

Wojna trzynastoletnia ukazała małą przydatność pospolitego ruszenia rycerzy w starciu z formacjami żołnierzy zawodowych. Skłoniło to króla Kazimierza Jagiellończyka do werbowania żołnierzy najemnych. W XV wieku pojawiły się w Polsce nowe formacje kawaleryjskie, które miały zastąpić rycerstwo. Były to kompanie opancerzonych kopijników oraz kompanie strzelców. Pojawili się wtedy rajtarzy i arkebuzerzy uzbrojeni w broń palną. W XVI wieku pojawiła się dragonia będąca początkowo konną piechotą. W okresie tym jednak w wojsku polskim nadal najwięcej było konnicy, która stanowiła tradycyjnie ulubioną broń szlachty. W roku 1579 wystawiono jej w Koronie Królestwa Polskiego 16 500, w roku 1580 – 15 600, a w 1581 – 15 550.
W XVI wieku pojawiła się w Polsce husaria, początkowo jazda lekka, z biegiem czasu stając się najcięższą kawalerią polską. Jazdę lżejszą w Polsce stanowili pancerni, zwani na Litwie petyhorcami, którzy z czasem stali się formacją średniozbrojną. Ich poprzednikiem była jazda kozacka. Jazdę lekką stanowiły tzw. chorągwie wołoskie i tatarskie, złożone początkowo z zamieszkałych w Rzeczypospolitej Tatarów i Wołochów oraz z Kozaków, a niekiedy z drobnej szlachty.
Reformy wojskowe dokonane przez króla Władysława IV podzieliły w latach 30 XVII wieku jazdę polską na jeźdźców autoramentu narodowego oraz cudzoziemskiego. Autorament narodowy stanowiła ciężkozbrojna husaria, średniozbrojni pancerni (petyhorcy) oraz oddziały lekkiej kawalerii. Autorament cudzoziemski stanowili arkebuzerzy, rajtarzy oraz dragoni. Ci ostatni przez niektórych zaliczani byli do piechoty.
Elitę jazdy polskiej stanowiła jednak husaria. Formacja ta była obecna na polach bitew od początków XVI do połowy XVIII wieku. Jej zadaniem było przełamywanie sił nieprzyjaciela poprzez zadawanie rozstrzygających uderzeń w postaci szarż. Zadaniem średniozbrojnych pancernych były ataki wspomagające husarię, zaś lekka jazda miała oskrzydlać wroga, aby przedostać się na jego tyły. Wojska autoramentu cudzoziemskiego zwykle stosowały taktykę kawalerii zachodniej polegającą na ostrzeliwaniu wroga z broni palnej. Husaria w czasach Stefana Batorego stanowiła do 90% jazdy narodowej, w latach 1600–1605 – 60–70%, w latach 1627–1633 – 40–50%.
W 1775 uchwałą Sejmu rozwiązano husarię jako formację bojową, a istniejące oddziały husarii i pancernych, pozbawione uzbrojenia ochronnego, zostały przekształcone w kawalerię narodową. Formacja ta zniknęła wraz z ostatnim rozbiorem I Rzeczypospolitej, lecz jej tradycja w formie umundurowania i organizacji przetrwała do czasów późniejszych. Formacje lekkiej jazdy oparły się dłużej próbie czasu. W XVIII wieku przekształciły się w nowoczesne formacje ułanów, które wsławiły się na polach wielu bitew. Formacje te na wzór polski tworzono też w innych krajach.
Rodzaje jednostek kawaleryjskich w wojsku polskim w czasie I RP:
- Husaria – autorament narodowy
- Pancerni – autorament narodowy
- Jazda kozacka – autorament narodowy
- Petyhorcy – autorament narodowy
- Jazda lekka – autorament narodowy

Jazda tatarska – autorament narodowy
Jazda wołoska – autorament narodowy
- - Lisowczycy – najemnicy
- Rajtaria – autorament cudzoziemski
- Arkebuzeria – autorament cudzoziemski

## Kawaleria Księstwa Warszawskiego 1807–1815

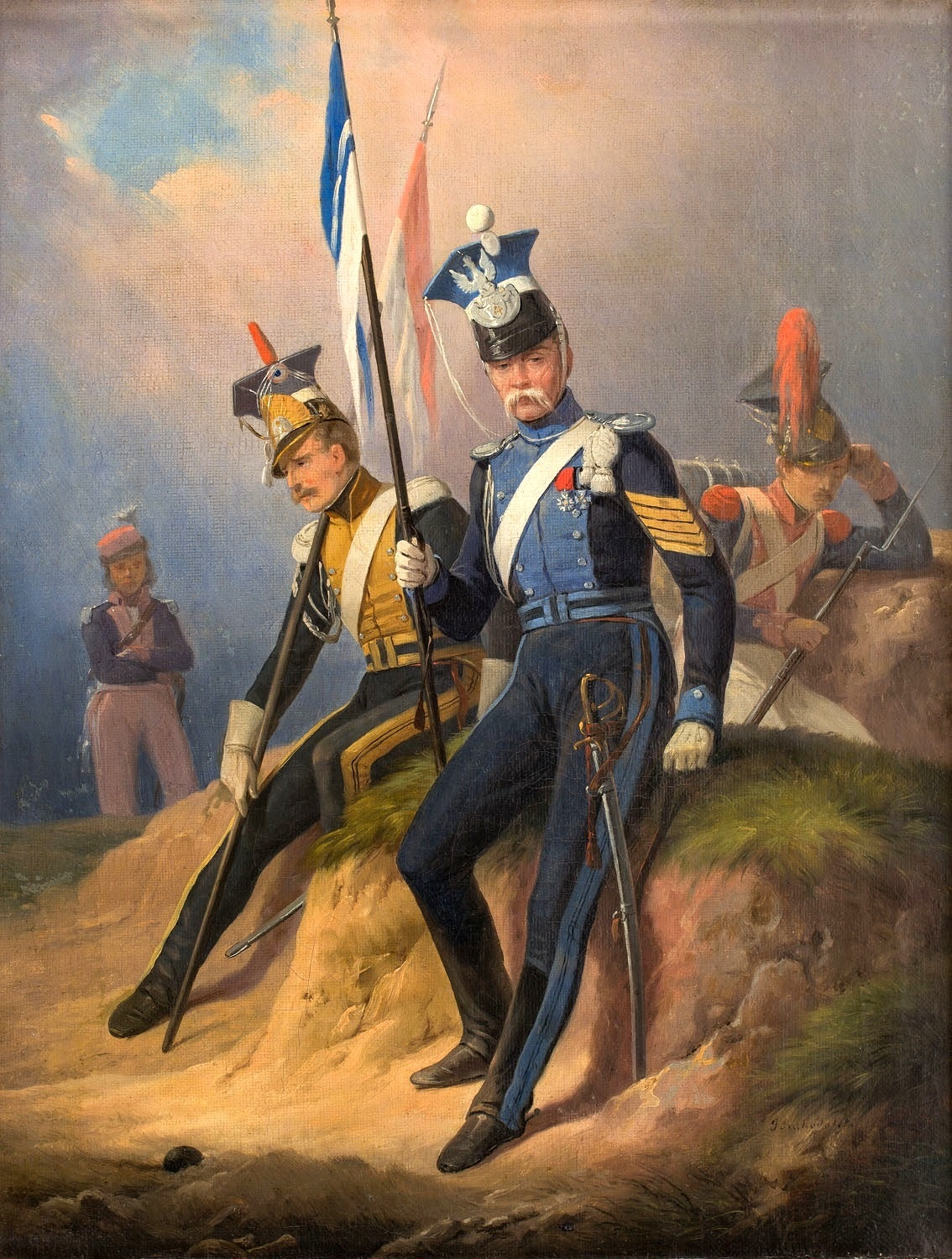
Lansjer Legii nadwiślańskiej oraz ułan Księstwa Warszawskiego

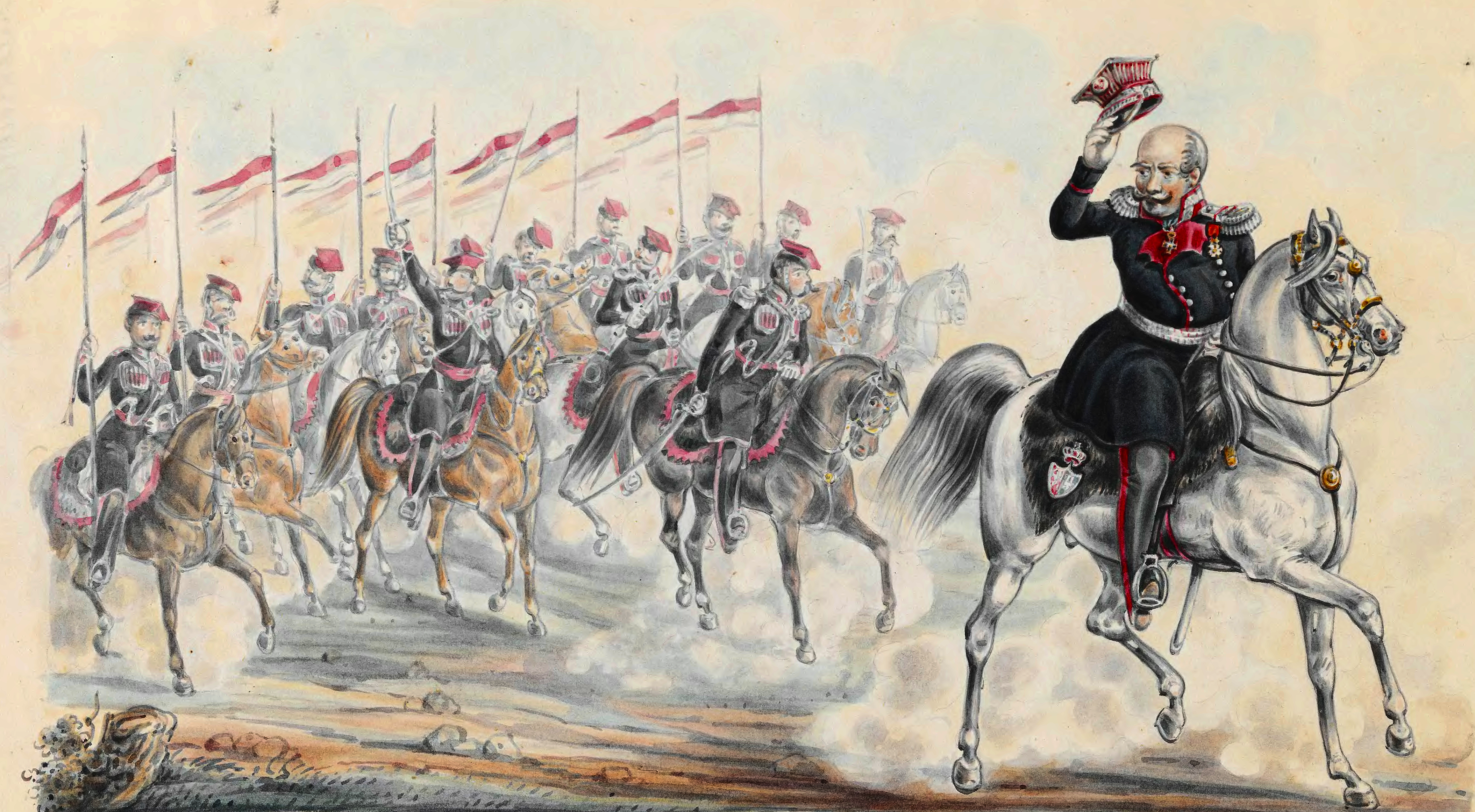
Generał Józef Dwernicki na czele szwadronu krakusów im. ks. Józefa Poniatowskiego

Oficjalny początek tworzenia regularnej jazdy powstającego Księstwa Warszawskiego stanowiła proklamacja gen. Jana Henryka Dąbrowskiego z 19 listopada 1806 roku „do obywateli województwa poznańskiego względem przystawienia koni z uzdami dla kawalerii”. Kawalerię Księstwa Warszawskiego stanowili krakusi, ułani, lansjerzy, kirasjerzy, szaserzy oraz huzarzy. Generalnym inspektorem jazdy był gen. Aleksander Rożniecki. Pułk strzelców konnych (szaserów), wspólnie z pułkiem ułanów tworzył brygadę jazdy wspierającą dywizję piechoty (legię).
Pułki jazdy
- 1 Pułk Strzelców Konnych Księstwa Warszawskiego – stacjonował w Piasecznie
- 2 Pułk Ułanów Księstwa Warszawskiego
- 3 Pułk Ułanów Księstwa Warszawskiego
- 4 Pułk Strzelców Konnych Księstwa Warszawskiego – stacjonował nad granicą śląską
- 5 Pułk Strzelców Konnych Księstwa Warszawskiego – stacjonował nad Niemnem
- 6 Pułk Ułanów Księstwa Warszawskiego
- 7 Pułk Ułanów Księstwa Warszawskiego
- 8 Pułk Ułanów Księstwa Warszawskiego
- 9 Pułk Ułanów Księstwa Warszawskiego
- 10 Pułk Huzarów Księstwa Warszawskiego
- 11 Pułk Ułanów Księstwa Warszawskiego
- 12 Pułk Ułanów Księstwa Warszawskiego – w 1813 włączony do 8. Pułku Ułanów
- 13 Pułk Huzarów Księstwa Warszawskiego
- 14 Pułk Kirasjerów
- 15 Pułk Ułanów Księstwa Warszawskiego
- 16 Pułk Jazdy Księstwa Warszawskiego
- 17 Pułk Ułanów Księstwa Warszawskiego – sformowany w 1812
- 18 Pułk Ułanów Księstwa Warszawskiego – sformowany w 1812
- 19 Pułk Ułanów Księstwa Warszawskiego – sformowany w 1812
- 20 Pułk Ułanów Księstwa Warszawskiego – sformowany w 1812
- 21 Pułk Strzelców Konnych Księstwa Warszawskiego – stworzony na Litwie we wrześniu 1812 (wobec braku funduszy rozformowany po kilku miesiącach, a stan osobowy zasilił 20 pułk ułanów)
- pułk krakusów – utworzony z trzech pułków straży przedniej w 1813 roku

## Kawaleria II RP 1920–1939

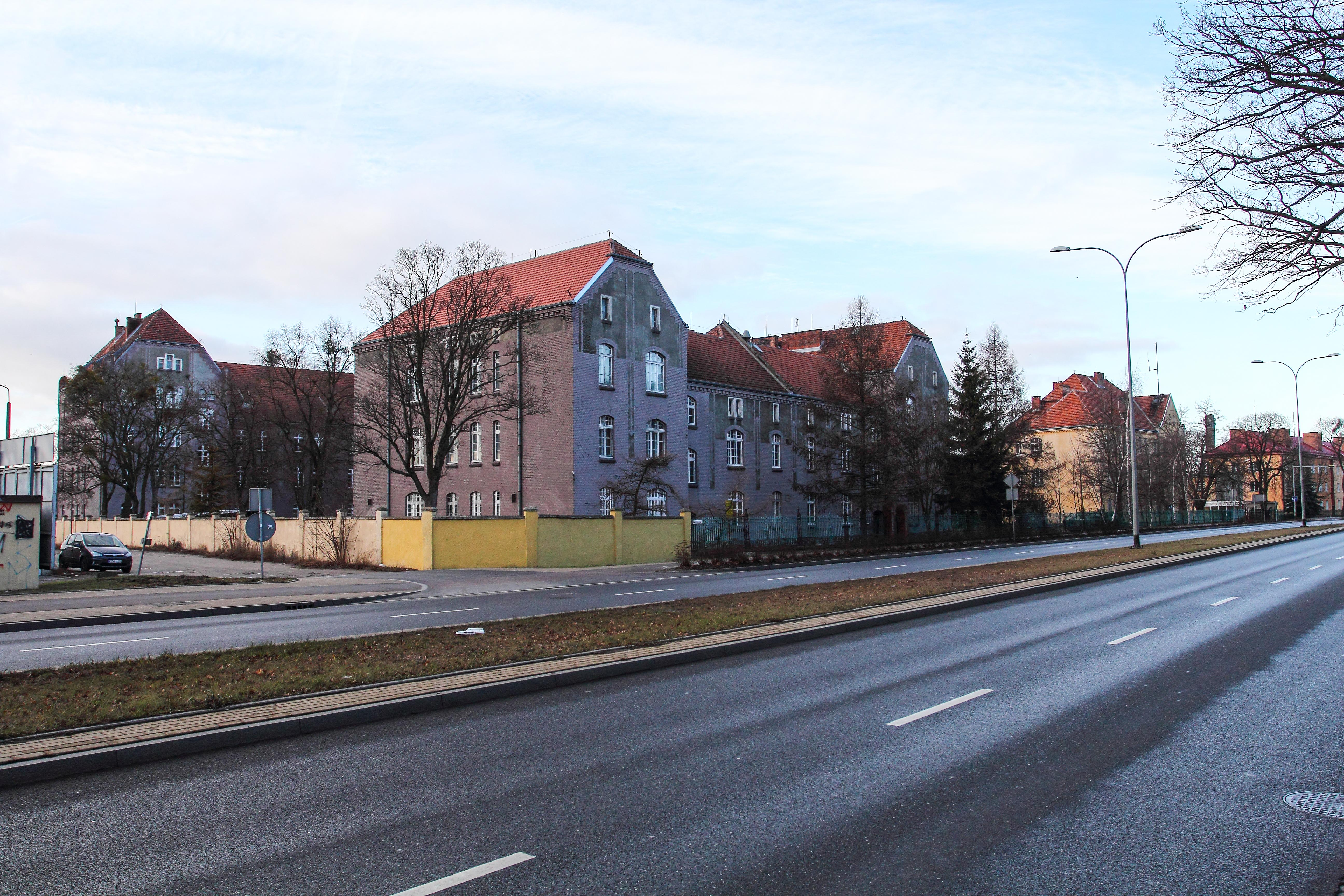
Dawne koszary Centrum Wyszkolenia Kawalerii w Grudziądzu

Rozwój i organizację kawalerii polskiej w okresie międzywojennym można podzielić na trzy etapy. Pierwszym była organizacja i rozbudowa jednostek kawaleryjskich, która nastąpiła wraz z formowaniem się całej armii odrodzonej Polski w latach 1919–1920. Kawaleria przeszła w tym czasie wzmożony rozwój związany z koniecznością prowadzenia tzw. wojen o granice oraz obrony państwowości w czasie wojny polsko-bolszewickiej w latach 1919–1920. W konfliktach tych kawaleria miała jeszcze bardzo duże znaczenie stąd w okresie tym nastąpił ogromny przyrost liczebny jednostek kawaleryjskich. Drugi okres przypadający na lata 30. był okresem stabilizacji, w którym nastąpiła reorganizacja kawalerii oraz tworzenie jej zaplecza. W trzecim okresie przypadającym na koniec lat 30. obserwuje się stopniową redukcję jednostek jazdy związany ze spadkiem znaczenia tego rodzaju wojsk na nowoczesnym polu bitwy.
W końcu 1920 r. w Wojsku Polskim było 27 pułków ułanów i 3 pułki szwoleżerów. Oddziały te należały do 10 samodzielnych brygad kawalerii.
Po reorganizacji, w 1924 r. kawaleria w trybie pokojowym liczyła 40 pułków (w tym 27 pułków ułanów, 3 pułki szwoleżerów i 10 pułków strzelców konnych).
W 1924 r. powołano Korpus Ochrony Pogranicza, w skład którego wchodziły szwadrony kawalerii.

## Organizacja kawalerii
W latach 1921–1926

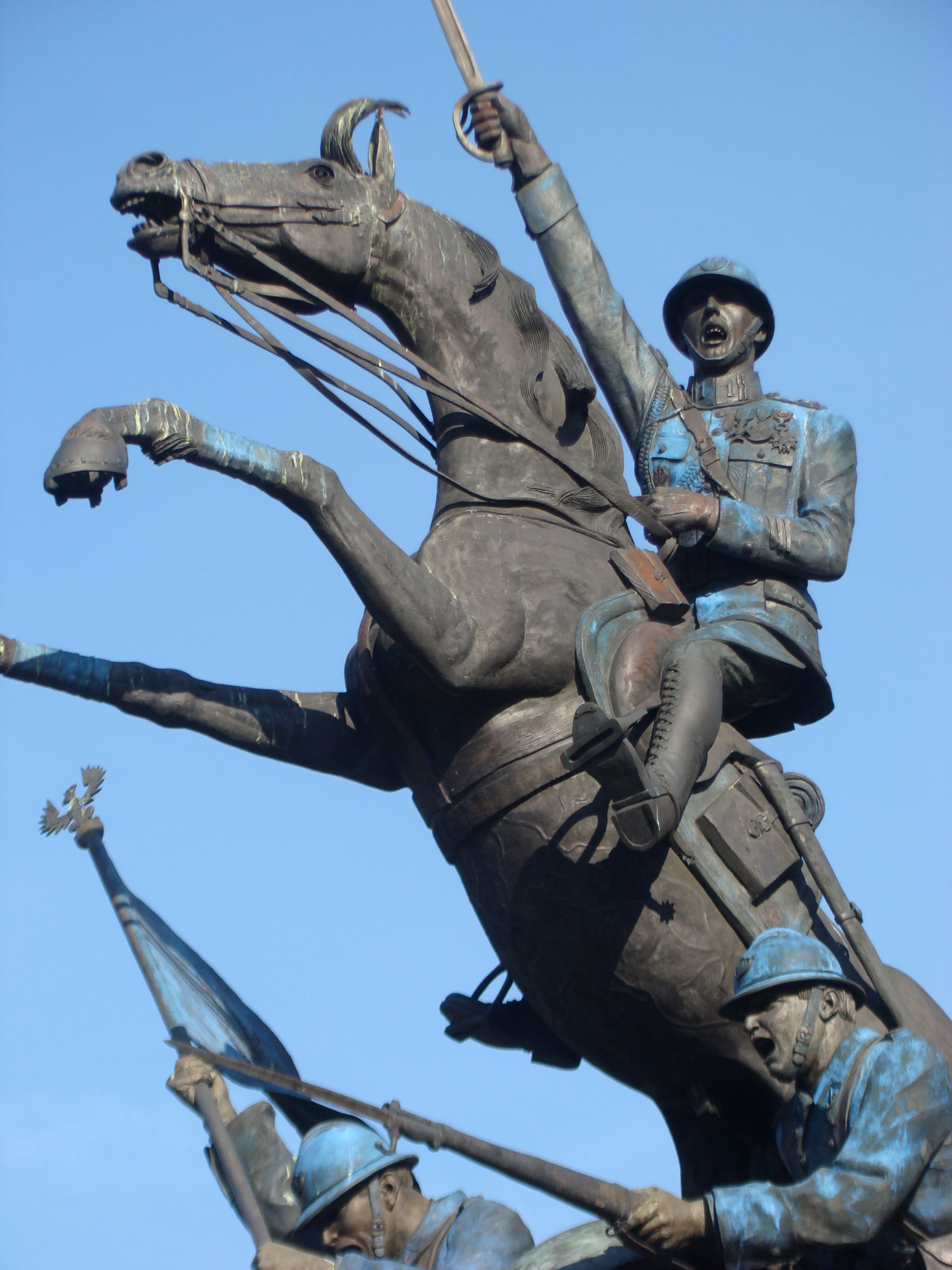
Kawalerzysta z okresu wojen o granice 1919–1921 Pomnik Czynu Zbrojnego Polonii Amerykańskiej w Warszawie

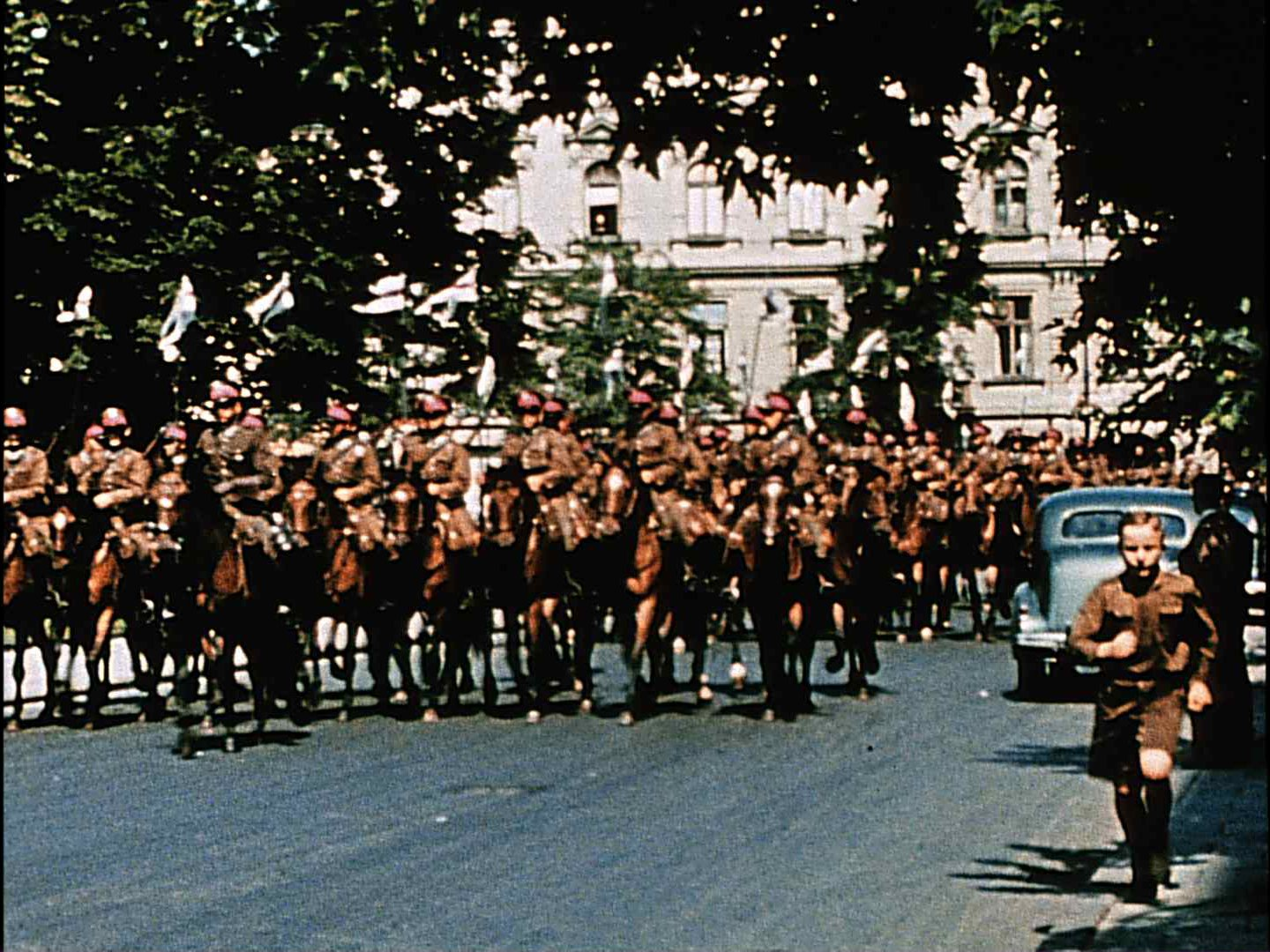
Defilada kawalerii polskiej w Warszawie w sierpniu 1939 roku, tuż przed II wojną światową

- 4 dywizje kawalerii (po trzy brygady dwupułkowe)
- 5 samodzielnych brygad kawalerii (po trzy pułki w każdej)
- brygada kawalerii – w organizacji (jeden pułk).

W kwietniu 1924 r. na wniosek generalnego inspektora jazdy gen. Tadeusza Rozwadowskiego dokonano reorganizacji polskiej jazdy, jednocześnie wprowadzono termin kawaleria. Utworzono 4 dywizje kawalerii złożone z 3 dwupułkowych brygad. Pozostałe pułki weszły w skład samodzielnych brygad kawalerii, 4 trzypułkowych i czteropułkowej. Nowa organizacja kawalerii miała na celu utworzenie wojsk szybkich o znaczeniu operacyjnym.
Sprawdzianem dla zreformowanej kawalerii były wielkie manewry na Wołyniu w sierpniu 1925. Zostały zorganizowane przez generalnego inspektora kawalerii we współpracy z szefem sztabu gen. Stanisławem Hallerem. Kawaleria polska uzyskała wówczas wysokie oceny od zaproszonych gości zagranicznych, wśród których byli m.in. Francuz gen. Henry Gouraud, Anglik gen. Edmund Ironside oraz Czech gen. Jan Syrový.
W latach 1926–1935
W 1926 kawaleria była zorganizowana w 12 brygad dwupułkowych (w 4 dywizjach kawalerii), 5 brygad trzypułkowych i brygadę jednopułkową. W latach 1929–1930 zlikwidowano kolejno dowództwa 1 DK, 3 DK oraz 4 DK. Organizacja kawalerii przedstawiała się następująco:
- Centrum Wyszkolenia Kawalerii w Grudziądzu
- 2 Dywizja Kawalerii (3 brygady dwupułkowe) w składzie:
  - I Brygada Kawalerii
  - XII Brygada Kawalerii
  - XIII Brygada Kawalerii
- 12 samodzielnych brygad kawalerii (2 brygady czteropułkowe, 6 brygad trzypułkowych i 4 brygady dwupułkowe):
  - 2 Samodzielna Brygada Kawalerii
  - 3 Samodzielna Brygada Kawalerii
  - 5 Samodzielna Brygada Kawalerii
  - 6 Samodzielna Brygada Kawalerii
  - 10 Samodzielna Brygada Kawalerii
  - 17 Samodzielna Brygada Kawalerii
  - Brygada Kawalerii „Białystok”
  - Brygada Kawalerii „Suwałki”
  - Brygada Kawalerii „Baranowicze”
  - Brygada Kawalerii „Poznań”
  - Brygada Kawalerii „Bydgoszcz”
  - Brygada Kawalerii „Równe”

W latach 1936–1938
1 stycznia 1937 rozwiązano trzy brygady dwupułkowe (12., 13. i 17. BK), a pułki wcielono do innych brygad (1. BK zwiększono o 2 pułki i usamodzielniono). Na skutek tych zmian dowództwo 2. Dywizji Kawalerii zostało w praktyce pozbawione podległych mu jednostek, lecz istniało jeszcze do 1939. 10. BK (dwupułkowa) została zmotoryzowana.
W wyniku kolejnej reorganizacji przeprowadzonej 1 kwietnia 1937 r. pozostało 11 brygad (5 czteropułkowych i 6 trzypułkowych), które otrzymały jednolite nazwy od rejonów kraju, w których stacjonowały:
- 1 BK – Mazowiecka Brygada Kawalerii
- 2 BK – Kresowa Brygada Kawalerii
- 3 SBK – Wileńska Brygada Kawalerii
- BK „Suwałki” – Suwalska Brygada Kawalerii
- 5 SBK – Krakowska Brygada Kawalerii
- 6 SBK – Podolska Brygada Kawalerii
- BK „Poznań” – Wielkopolska Brygada Kawalerii
- BK „Bydgoszcz” – Pomorska Brygada Kawalerii
- BK „Baranowicze” – Nowogródzka Brygada Kawalerii
- BK „Równe” – Wołyńska Brygada Kawalerii
- BK „Białystok” – Podlaska Brygada Kawalerii

W 1938 zmotoryzowany został również 1 Pułk Strzelców Konnych i razem z 24. Pułkiem Ułanów, 10. Pułkiem Strzelców Konnych i 10 Dywizjonem Artylerii Konnej podporządkowany Dowództwu Broni Pancernych. Z jednostek tych utworzono:
- 10 Brygada Kawalerii
- Warszawska Brygada Pancerno-Motorowa

W 1939
31 sierpnia 1939 kawaleria sformowana była w 11 brygad (5 brygad czteropułkowych i 6 brygad trzypułkowych).
W toku działań wojennych utworzone zostały:
- Zbiorcza Brygada Kawalerii
- Brygada Rezerwowa Kawalerii „Wołkowysk”
- Dywizja Kawalerii „Zaza”

W latach 1939–1947
Ludowe Wojsko Polskie
- 1 Warszawska Samodzielna Brygada Kawalerii
- 1 Warszawska Dywizja Kawalerii

## Kawaleria w Polsce obecnie
Obecnie w Polsce istnieje reprezentacyjny Szwadron Kawalerii Wojska Polskiego mający na celu kultywowanie tradycji polskiej kawalerii.
Od 2021 roku konie są wykorzystywane przez Wojska Obrony Terytorialnej.
Oddziały konne utrzymuje również do patrolowania niektórych polskich miast Policja, a do patrolowania granicy państwowej – Straż Graniczna.